# Карл Георг Бруніус

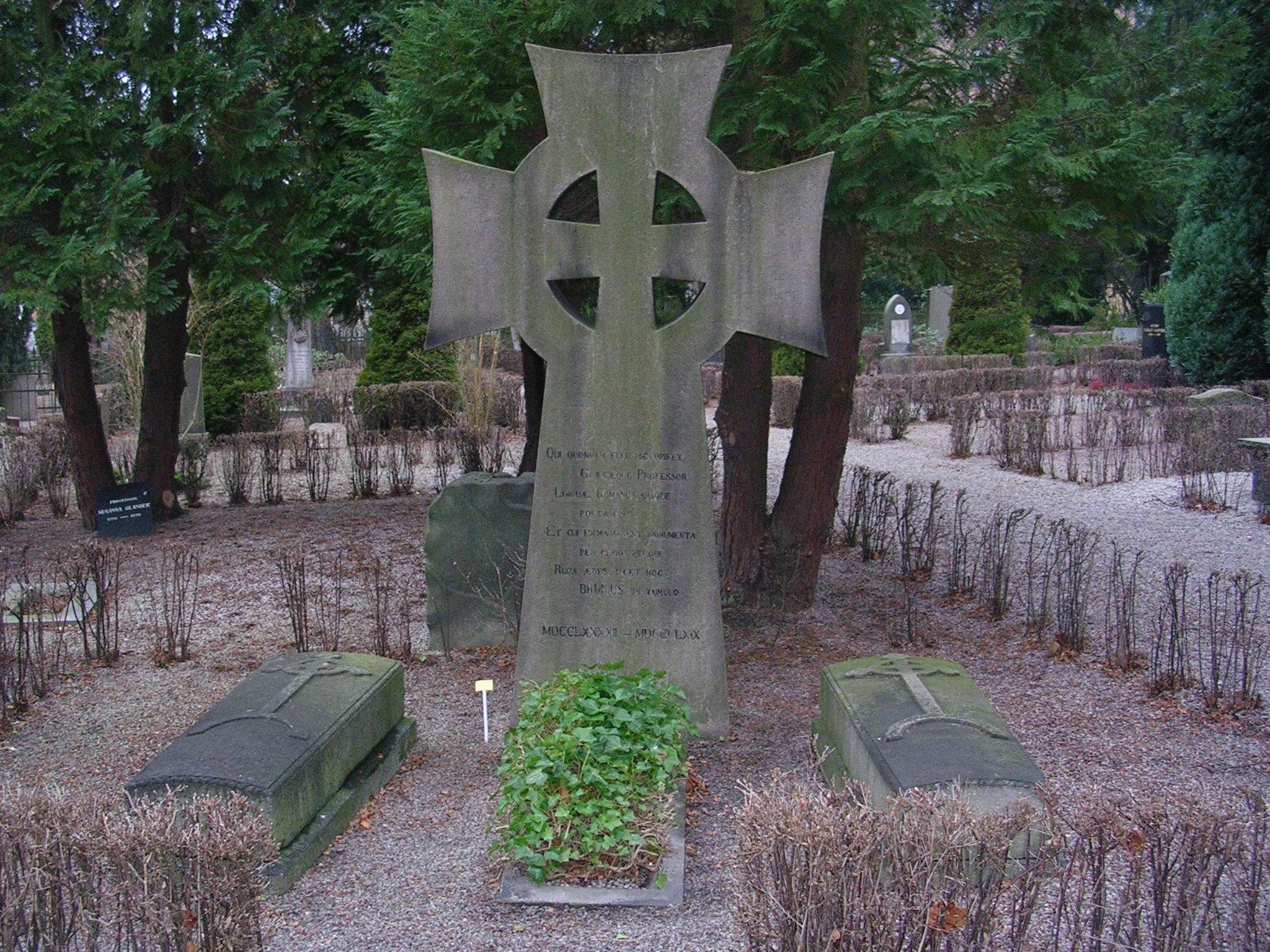
Надгробний камінь.

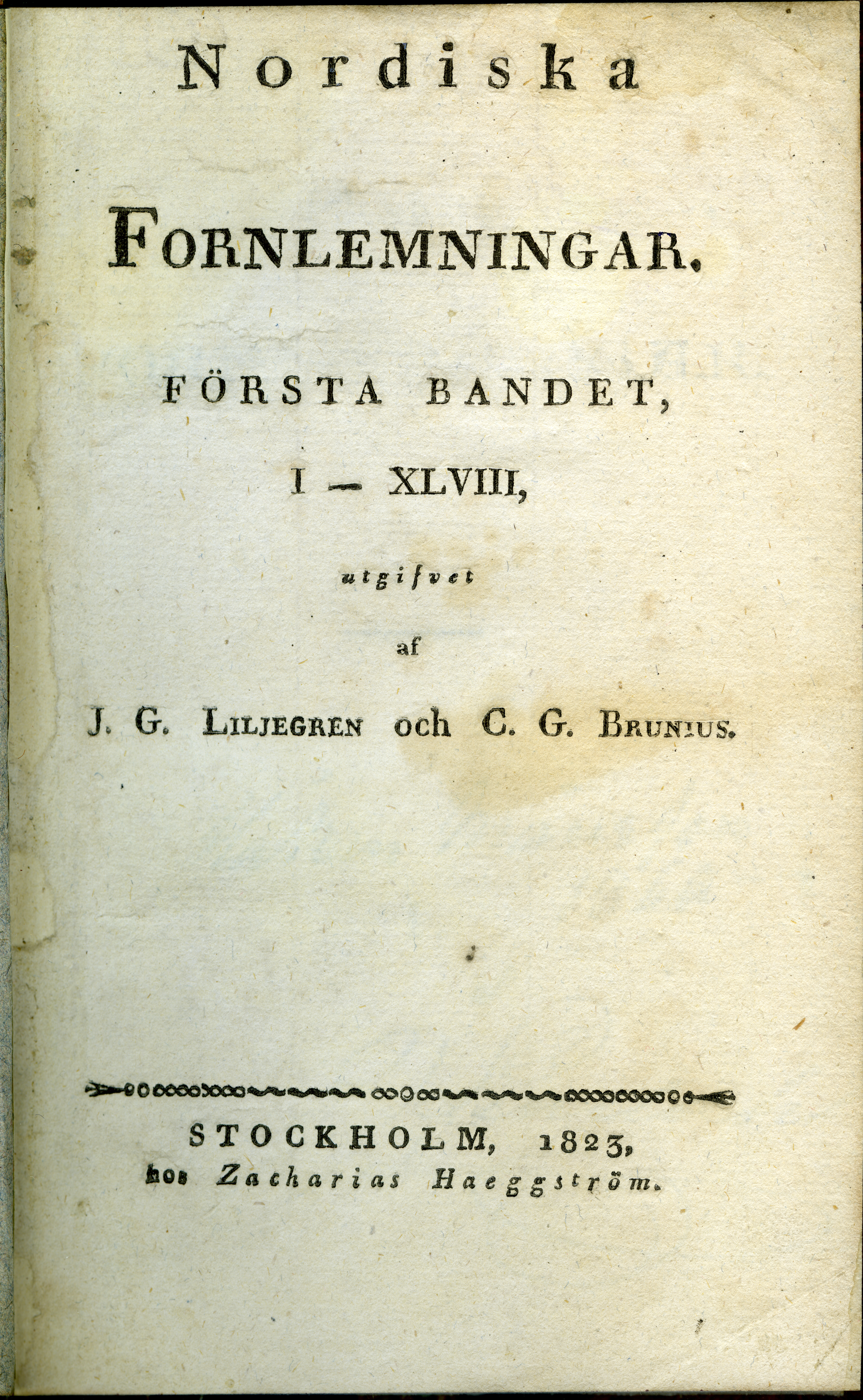
Титульний аркуш скандинавських старожитностей (1823).

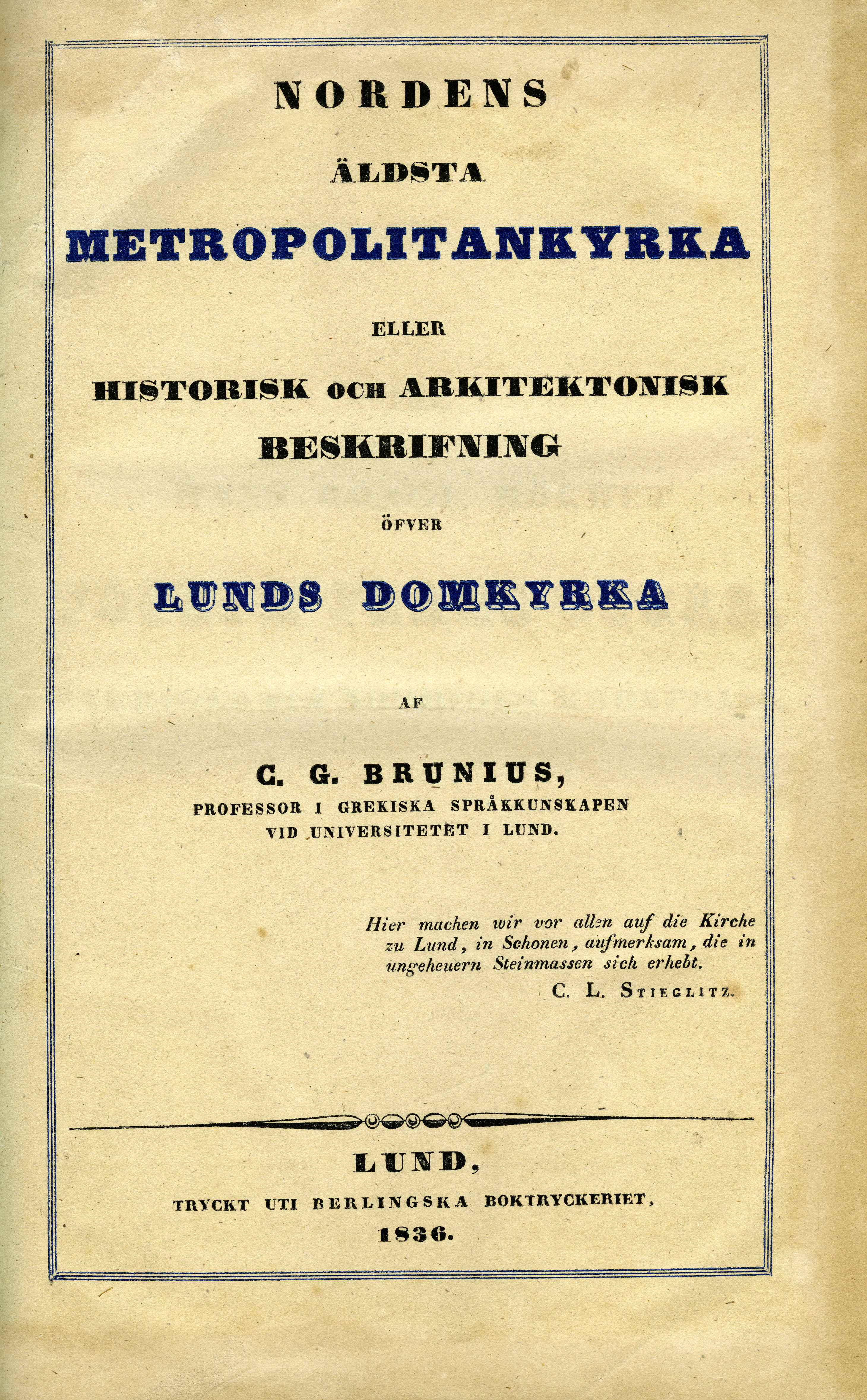
Титульний аркуш найстарішої митрополичої церкви Північного регіону або Історико-архітектурний опис Лундського собору (1836).

Карл Георг Бруніус (23 березня 1792, парафія Танум, Богуслен – 12 листопада 1869, Лунд) – шведський філолог-класик, архітектор та історик мистецтва.

## Життєпис
Карл Георг Бруніус був сином пастора Гомера Бруніуса та Маріани Роде (1755–1839). Луїза Бруніус була його невісткою. Його брат Август Вільгельм був дідом актора Джона В., журналіста Акселя та письменника Августа Бруніуса.
Бруніус став студентом Лундського університету в 1803 і Уппсальського університету в 1811, магістр філософії в Лунді 1814, доцент грецької мови в 1815, доцента з цього предмета в 1820 і 1821, також римського красномовства і поезії. У 1824 він став наступником Есаяса Теґнера на посаді професора грецької мови. У 1847 був призначений парафіяльним священиком у пребендарському душпастирстві Стеві і Лакаланга в Лундській єпархії і того ж року став титулярним настоятелем. У 1853 обраний членом Академії наук, а в 1858 звільнений з посади почесного професора.
Бруніус рано став латинським поетом, частково завдяки метричним перекладам Аполлонія і Тіртея (в академічних дисертаціях), частково через "De diis arctois libri sex" (1822), свого роду скандинавську теогонію, яка, ймовірно, є найдовшою латинською поемою з усіх шведських диктатів. У 1857 опублікував свою "Poëmata, partim jam ante, partim nunc primum edita". Проте більшість свого часу Бруніус присвячував вивченню та практиці архітектури. Протягом 1833–1859 він керував реставраційними роботами в Лундському соборі (у якому здійснив сміливе піднесення склепу). Водночас під його керівництвом відбулася низка інших робіт: відбудова та розширення собору, будівництво старої будівлі бібліотеки в Лунді (1836–1839), інститут Стора Робі (1840), будівля музею та будинок єпископа в Лунді (1840–1844), шкільний будинок у Гельсінборзі (1844), церква Крістінегамна (1854–1857) та ін. Крім того, Бруніус виконував реставрацію кафедрального собору Векше (1849–1852) та кількох міських і сільських церков у Сконе, створював креслення нових церков, робив плани та відповідав за перебудову та нові будівлі в маєтках Сконе (замок Йордберга)., Совдеборг, Тролеголм. Бруніус також побудував свій власний будинок у Мортенсторґет у Лунді (Бруніусгусет, Кіліансгатан 17), який існує досі й зберіг великою мірою свій первісний вигляд завдяки ретельному ремонту.
Як архітектор-практик, Бруніус стояв більше на позиції аматора, ніж художника. Як фахівець-дослідник і письменник з давньої історії мистецтва Швеції, він отримав поважне ім'я. Вже в 1815–1817 Бруніус здійснив походи в Богуслен з археологічними інтересами. Результатами цього були опубліковані ним і Йоханом Густавом Лілєгреном «Скандинавські старожитності» (зі 100 плакатами, 1823 р.) і за рік до його смерті «Спроби пояснити наскельні різьблення». Серед його досить гідних творів історії мистецтва — "Найстаріша митрополія в скандинавських країнах" (1836; перероблене та розширене видання 1854), "Антикварна та архітектурна подорож Галландом, Богусленом, Далсландом, Вермландом та Вестерґетландом у 1838 році" (1839), "Гліммінґе. Будинок в Крістіанстаді і Сконе". 1844), "Historisk och arkitektonisk beskrifning öfver Helsinborgs Kärna" (1845), "Skanes konsthistoria för medeltiden" (1850), "Konstanteckningar under en resa år 1849" (1851), "Оm renaissans- Eller barockstilen і Scane" (1856), "Konstanteckningar under en ferð do Bornholm år 1857" (1860) та "Історія мистецтва Готланда" (I-III 1864–1866).
Завдяки своїм ґрунтовним дослідженням, через його невтомну опозицію «стилю Ладу» в церквах і «зруйнованому ренесансу» в архітектурі того часу, а також через кілька власних будівельних компаній, особливо через церкву Крістінегамна, Бруніус привернув увагу до романського та готичного стилів і показав можливість їх відновлення як у церковній, так і в світській архітектурі Швеції. Бруніус похований в Östra kyrkogården в Лунді. Його надгробок — великий гранітний сонячний хрест із таким написом: «Qui quondam fuit hic opifex, Græcæque Professor Linguæ. Romanus quique poeta fuit. Et cui firma manent monumenta per oppida perque Rura ædes iacet hoc BRUNIUS in tumulo MDCCLXXXXII - MDCCCLXIX"

## Будівництво церков Бруніусом
Церкви, побудовані або перебудовані Бруніусом (неповний список)
- 1841: Västra Alstads kyrka[sv]
- 1843: Stora Råby kyrka[sv]
- 1843: Stångby kyrka[sv]
- 1844: Skegrie kyrka[sv]
- 1844–1845: Vallkärra kyrka[sv]
- 1844–1849: Torrlösa kyrka[sv]
- 1846: Tullstorps kyrka[sv]
- 1846: Vadensjö kyrka[sv]
- 1848: Oxie kyrka[sv]
- 1848: Stävie kyrka[sv]
- 1848: Veberöds kyrka[sv] (Ombyggnad och uppförande av västtorn)
- 1848–1850: Norra Skrävlinge kyrka[sv]
- 1849: Hammenhögs kyrka[sv]
- 1849–1852:Кафедральний собор Векше( Större ombyggnad)
- 1849–1851: Tottarps kyrka[sv]
- 1850-tal: Heda kyrka[sv]
- 1851:  Fuglie kyrka[sv]. (Ombyggnad av medeltidskyrkan som revs 1902).
- 1851: Stora Harrie kyrka[sv]
- 1851: Rämmens kyrka[sv]
- 1851–1852: Avesta kyrka[sv]
- 1851–1852: Svedala kyrka[sv]
- 1853–1854: Västra Vemmerlövs kyrka[sv]
- 1854–1856: Lövestads kyrka[sv]
- 1855–1857: Husie kyrka[sv]
- 1856–1857: Skurups kyrka[sv]
- 1858–1860: Källstorps kyrka[sv]
- 1847–1858: Kristinehamns kyrka[sv]
- 1859: Igelösa kyrka[sv]
- 1860: Löderups kyrka[sv]
- 1861: Håstads kyrka[sv]